# 海技振興センター
一般財団法人海技振興センター（かいぎしんこうセンター）は、2007年に日本海技協会と日本海洋振興会が統合してできた一般財団法人。元国土交通省所管。

## 概要
- 所在：東京都千代田区麹町4-5 海事センタービル5F
- 設立：2007年4月1日
- 会長：友國八郎
- 業務：水先人養成支援や船舶交通の安全確保など